# Blutrote Heidelibelle
Die Blutrote Heidelibelle (Sympetrum sanguineum) ist eine Libellenart aus der Familie der Segellibellen (Libellulidae). Diese gehören zu den Großlibellen (Anisoptera). Es handelt sich dabei um eine mittelgroße Libelle mit einer Flügelspannweite von maximal sechs Zentimetern.

## Merkmale

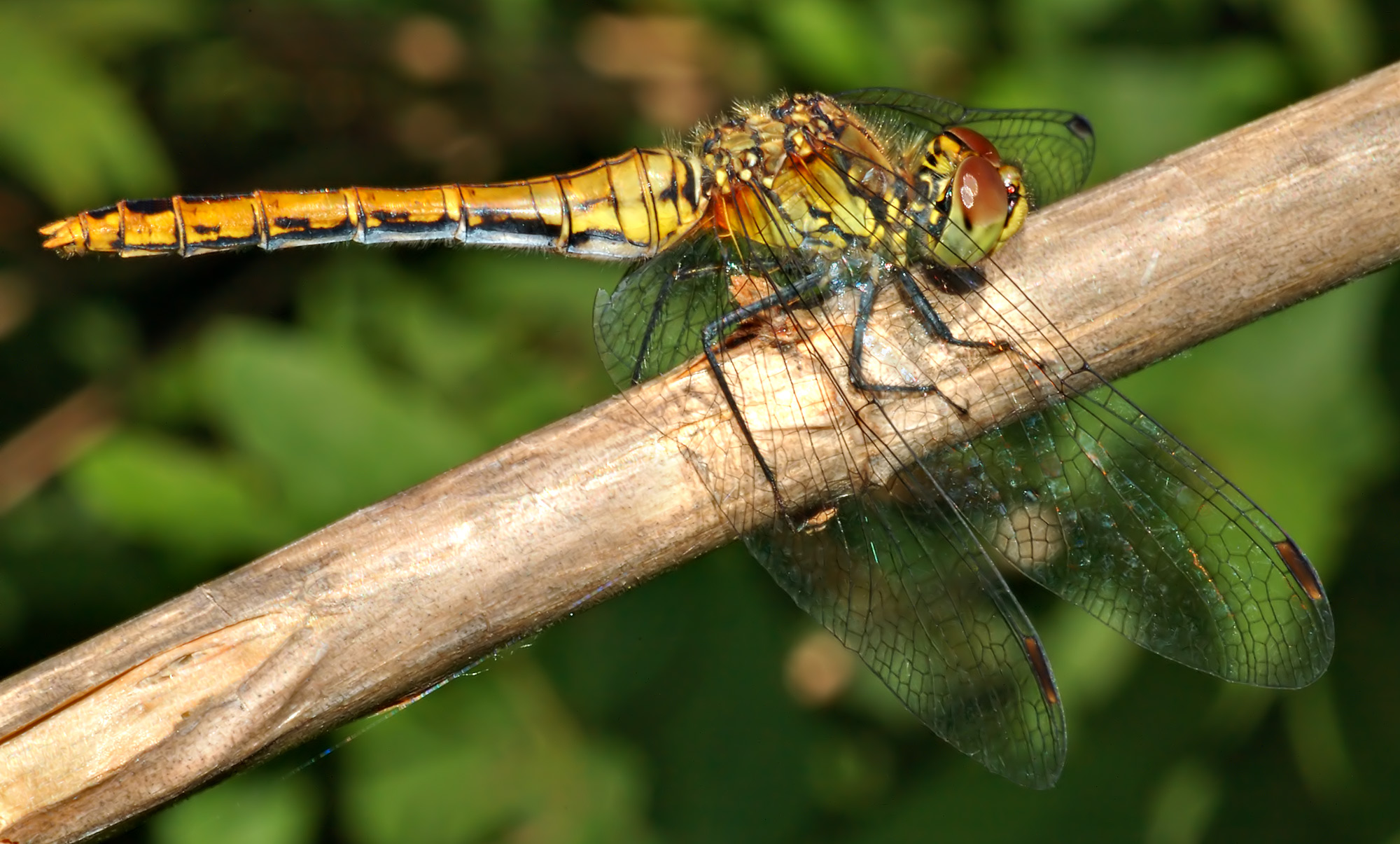
Junges Weibchen

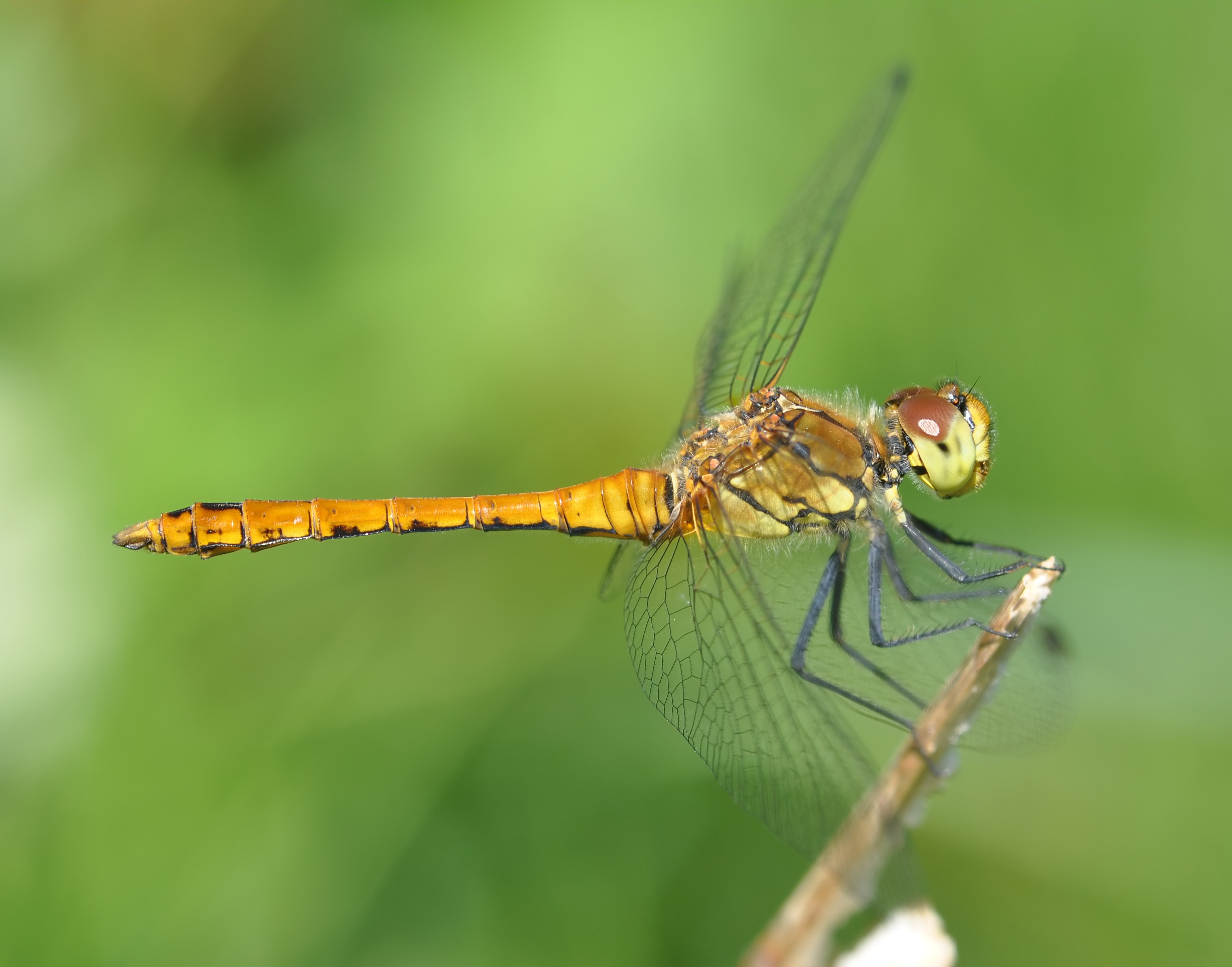
Junges Männchen

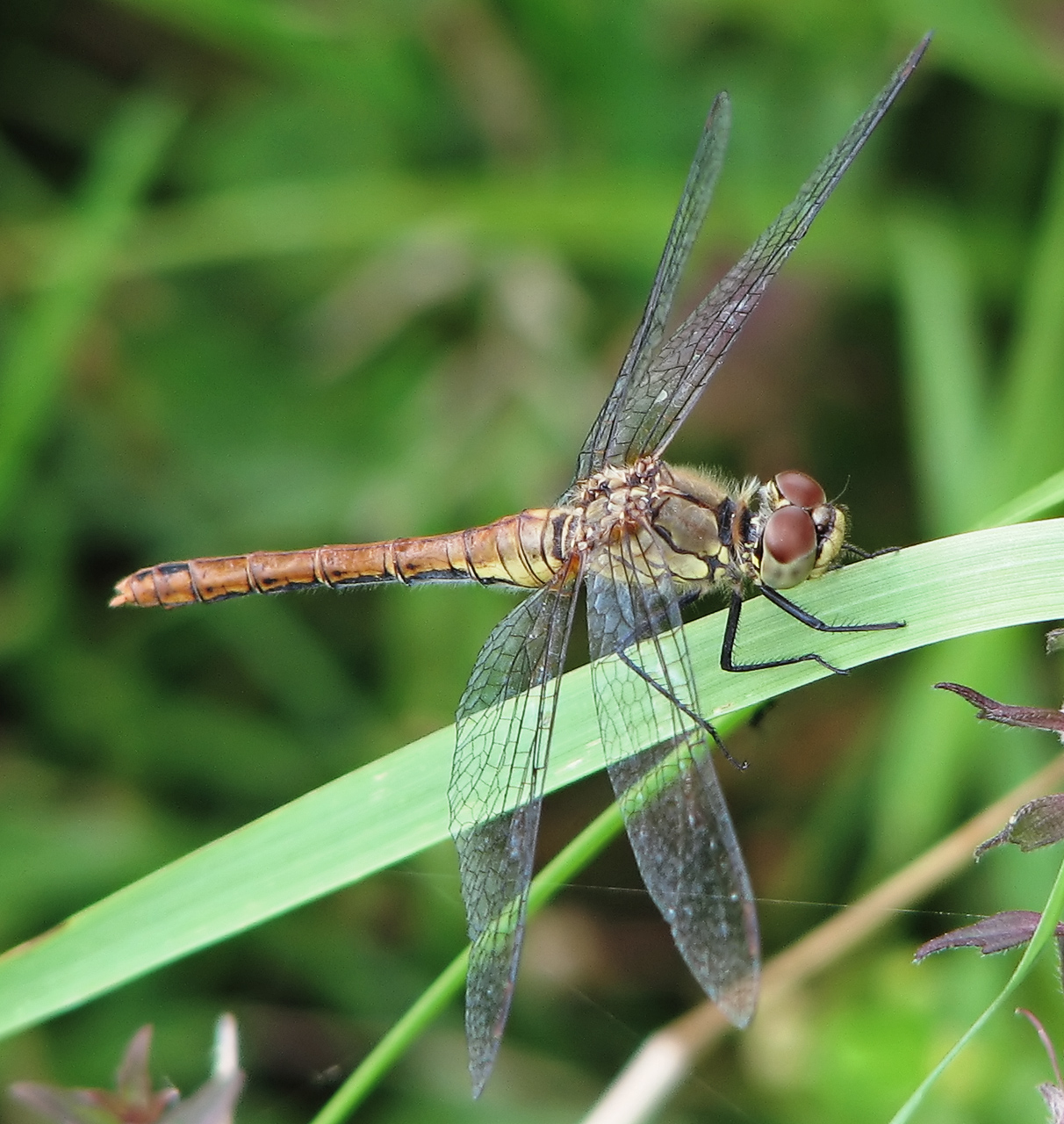
Weibchen

Die Art erreicht Körperlängen von 34–36 mm und Flügelspannweiten von 50–60 mm. Der Kopf, der Brustabschnitt (Thorax) und der Hinterleib (Abdomen) sind beim Männchen auffallend rot, beim Weibchen eher bräunlich-gelbrot mit schwarzer Zeichnung gefärbt, wobei gerade bei dieser Spezies aber auch rotgefärbte Weibchen nicht selten sind. Die Beine sind komplett schwarz und besitzen oberseits keine gelbe oder rötliche Färbung wie bei den ansonsten sehr ähnlichen Arten Große Heidelibelle (Sympetrum striolatum) und Gemeine Heidelibelle (Sympetrum vulgatum). Wie bei der Letztgenannten ist auch bei der Blutroten Heidelibelle der Hinterleib des Männchens im hinteren Drittel verbreitert (jedoch nicht abgeflacht wie bei der Sumpf-Heidelibelle). Die Hinterflügel von Sympetrum sanguineum sind an der Basis etwas gelblich gefärbt – aber nicht so ausgedehnt wie bei der Gefleckten Heidelibelle.

## Lebensweise
Imagines der Blutroten Heidelibelle sind in den Monaten Juli bis November an kleinen Stillgewässern aller Art anzutreffen.
Die Paarung und die Eiablage finden im Flug statt, wobei die Tiere in Tandemstellung über das Wasser in Ufernähe zwischen Wasserpflanzen oder über feuchtem Boden fliegen. Die Weibchen streifen ihre Eier durch wippende Bewegungen des Hinterleibs an der Wasseroberfläche ab. Das Männchen trennt sich relativ bald vom Weibchen und überwacht die weitere Eiablage im Rüttelflug, wobei es andere Männchen, die sich nähern, verjagt. Häufig verliert es dabei allerdings das Weibchen aus den Augen, das weiter Eier legt.
Die Larven schlüpfen im Jahr nach der Eiablage. Sie bevorzugen den Bereich auf dem Gewässergrund oder zwischen Wasserpflanzen und sind häufig mit Bodensubstrat behaftet. Ihre aquatile Entwicklung dauert ein Jahr; danach folgt die Metamorphose zur fertigen Libelle.